# L'ospite segreto
L'ospite segreto è un film per la televisione del 1967, diretto dal regista Eriprando Visconti e tratto dal racconto Il compagno segreto di Joseph Conrad.